# Макіївська сільська рада (Кремінський район)
Макіївська сільська рада — колишній орган місцевого самоврядування у Кремінському районі Луганської області з адміністративним центром у с. Макіївка.

## Загальні відомості
Водоймища на території, підпорядкованій даній раді: річка Жеребець.

## Населені пункти
Сільській раді підпорядковані населені пункти:
- с. Макіївка
- с. Греківка

## Склад ради
Рада складалася з 12 депутатів та голови.

### Керівний склад ради
| ПІБ                      | Основні відомості                                                         | Дата обрання | Дата звільнення |
| ------------------------ | ------------------------------------------------------------------------- | ------------ | --------------- |
| Любий Микола Олексійович | Сільський голова, 1961 року народження, освіта, безпартійний              | 26.03.2006   | 31.10.2010      |
| Любий Микола Олексійович | Сільський голова, 1961 року народження, освіта вища, член Партії регіонів | 31.10.2010   |                 |

Примітка: таблиця складена за даними джерела